# Plats
För den franska kommunen, se Plats (Ardèche).
Inom matematiken är en plats en kategoriteoretisk generalisering av ett topologiskt rum. I stället för att som för topologiska rum axiomatisera begreppet öppen mängd axiomatiserar man begreppet övertäckning. Begreppet är centralt i högre algebraisk geometri, till exempel vid konstruktionen av étalekohomologi.
Inom geografin representeras en plats av ett "geografiskt avgränsat område" eller av punkter i ett rum, men även som "ett rum som människan fyllt med meningar och betydelser". En plats är, i fysisk eller symbolisk mening, lokaliserad i rummet (se rum).

## Exempel
- Ett topologiskt rum är en plats, genom att man använder inklusionsmorfierna av de öppna mängderna för att konstruera övertäckningar.
- Givet en algebraisk varietet {\displaystyle X} kan de étala morfierna {\displaystyle Y\rightarrow X} användas för att definiera övertäckningar, varvid man erhåller den étala platsen